# Ясное (Черноморский район)
Я́сное (до 1948 года Ота́р; укр. Ясне, крымскотат. Otar, Отар) — исчезнувший посёлок в Черноморском районе Республики Крым, располагавшееся в центре района, в степной части Крыма, примерно в 6 километрах юго-восточнее райцентра Черноморское.

## История
Первое документальное упоминание сёл встречается в Камеральном Описании Крыма… 1784 года, судя по которому, в последний период Крымского ханства Ортаев входил в Тарханский кадылык Козловскаго каймаканства.
После присоединения Крыма к России (8) 19 апреля 1783 года, (8) 19 февраля 1784 года, именным указом Екатерины II сенату, на территории бывшего Крымского ханства была образована Таврическая область и деревня была приписана к Евпаторийскому уезду. После павловских реформ, с 1796 по 1802 год входила в Акмечетский уезд Новороссийской губернии. По новому административному делению, после создания 8 (20) октября 1802 года Таврической губернии, Отар был включён в состав Яшпетской волости Евпаторийского уезда.
По Ведомости о волостях и селениях, в Евпаторийском уезде с показанием числа дворов и душ… от 19 апреля 1806 года, в деревне Отар числилось 7 дворов и 56 жителей крымских татар. На военно-топографической карте генерал-майора Мухина 1817 года деревня Отар обозначена с 8 дворами. После реформы волостного деления 1829 года Отар, согласно «Ведомости о казённых волостях Таврической губернии 1829 года» остался в составе Яшпекской волости. На карте 1836 года в деревне 10 дворов, а на карте 1842 года Остар обозначен условным знаком «малая деревня», то есть, менее 5 дворов.
Затем, видимо, вследствие эмиграции крымских татар в Турцию, деревня опустела и вновь встречается в «…Памятной книжке Таврической губернии на 1900 год», согласно которой на хуторе Отар Кунанской волости числилось 4 жителя в 1 дворе. По Статистическому справочнику Таврической губернии. Ч.II-я. Статистический очерк, выпуск пятый Евпаторийский уезд, 1915 год, на хуторе Отары Кунанской волости Евпаторийского уезда числилось 2 двора с русским населением без приписных жителей, но с 17 — «посторонними».
В дальнейшем Отар не встречается до 1942 года, где на двухкилометровке РККА 1942 на месте селения — безымянные постройки.
Следующее упоминание — в указе Президиума Верховного Совета РСФСР от 18 мая 1948 года, согласно которому Отар переименовали в Ясное. Ликвидировано до 1960 года, поскольку в «Справочнике административно-территориального деления Крымской области на 15 июня 1960 года» селение уже не значилось (согласно справочнику «Крымская область. Административно-территориальное деление на 1 января 1968 года» — в период с 1954 по 1968 годы, как посёлок Новоивановского сельсовета).